# Gondol Dániel
Gondol Dániel (Inota, 1815 – Alvinc, 1891. május 7.) esztéta, író, műfordító; a Magyar Tudományos Akadémia levelező tagja (1845).

## Pályája
Gondol Dániel nemes származású református lelkész és Debreczeni Zsófia fia. Pápán tanult, majd egyik tanárának ajánlatával Bécsben egy családnál nevelő lett. Itt szánta el magát egy magyar grammatika elkészítésére; ennek alaktani részét Pápán el is fogadták tankönyvnek. 1845. november 22-én Fáy András ajánlatára a Magyar Tudományos Akadémia levelező tagjai közé választotta. Ekkor a bécsi udvari kancellária kiadóhivatalában udvari járulnok és hites jegyző, 1847-ben fogalmazó gyakornok volt. 1848-ban a magyar belügyminisztériumban lett fogalmazó, a szabadságharc bukása után Baracskán, egyik tanítványának nevelőanyjánál húzta meg magát, akit később feleségül vett. Emiatt pereskednie is kellett. 1867-ben Pesten a pénzügyminisztériumban vállalt hivatalt, innen vonult nyugalomba 1880-ban. Erdélybe költözött és Alvincen gazdálkodott. 1858-ban újfajta ekét talált fel.
Költeményei jelentek meg a sárospataki Parthenonban (1834., 1837.), majd Regény és dráma párhuzamban című értekezésével a Kisfaludy Társaság által 1840-ben kitűzött 15 arany jutalmat nyerte el (Kisfaludy Társaság Évlapjai II. 54–220. o.). Ugyanott jelent meg (IV. 308–317. o.) Sophocles színművei cselekvény tekintetében. Írt még az Athenaeumba (1843. II. Kifejlet, engesztelődés Sophocles drámáiban). Több mezőgazdasági témájú cikke jelent meg  gazdasági lapokban.

## Munkái
- Regény és dráma párhuzamban. Pest, 1841.
- Twist Olivér. Boz (Charles Dickens) után angolból ford. Pest, 1843. Három kötet. (Külföldi Regénytár)
- Elemi számtan kezdő gyermekek számára. Emerson amerikai tudós munkája szerint, mely északamerikai egyesült államokban iskolai kézi könyvül fogadtatott el. Ford. Pest, 1844.
- Magyar nyelvtan. Bécs, 1845. (I. és II. iskolások számára). Két füzet.
- Az utolsó mohikán. Regény Cooper után angolból ford. Pest, 1846. (Uj Külföldi Regénytár)
- Takarmány- és hús-árszabás. Pest, 1867.

Fordított színművei: 
- Romeo és Julia, szomorújáték 5 felvonásban. Shakespeare után ford. (Pesten a Nemzeti Színházban mutatták be először 1844. április 17-én, azután többször 1868-ig az ő fordításában.)
- A windsori víg nők, vígjáték 3 felvonásban. Shakespeare után angolból ford. (Pesten a Nemzeti Színházban mutatták be először A windsori csalfa hölgyek címmel 1854. december 18-án, Szigligeti Ede vitte színre.)
- Tell Vilmos, dráma 5 felvonásban. Schiller után németből ford.

Homérosz fordításával is foglalkozott, ez azonban töredékesen maradt. Írt eredeti vígjátékot is Turkevei álnéven (Férj szelídítő, 3 felvonás), ennek bemutatója a pesti Nemzeti Színházban 1847. január 8-án megbukott.